# Ulrike Weyh
Ulrike Weyh (* 1. August 1957 in Itzehoe) ist eine ehemalige deutsche Kunstturnerin.

## Biografie
Ulrike Weyh nahm an den Olympischen Sommerspielen 1972 in München teil. Sie konnte sich jedoch für keines der Gerätefinals qualifizieren. Im Einzelmehrkampf belegte sie den 50. Platz und im Mannschaftsmehrkampf wurde sie mit dem westdeutschen Team Achte.